# Potshot Lake (Minnesota)
Potshot Lake es un territorio no organizado ubicado en el condado de St. Louis en el estado estadounidense de Minnesota. En el Censo de 2010 tenía una población de 74 habitantes y una densidad poblacional de 0,8 personas por km².

## Geografía
Potshot Lake se encuentra ubicado en las coordenadas 46°58′5″N 92°58′19″O / 46.96806, -92.97194. Según la Oficina del Censo de los Estados Unidos, Potshot Lake tiene una superficie total de 92.08 km², de la cual 91.95 km² corresponden a tierra firme y (0.14%) 0.13 km² es agua.

## Demografía
Según el censo de 2010, había 74 personas residiendo en Potshot Lake. La densidad de población era de 0,8 hab./km². De los 74 habitantes, Potshot Lake estaba compuesto por el 98.65% blancos, el 0% eran afroamericanos, el 1.35% eran amerindios, el 0% eran asiáticos, el 0% eran isleños del Pacífico, el 0% eran de otras razas y el 0% pertenecían a dos o más razas. Del total de la población el 0% eran hispanos o latinos de cualquier raza.